# Nave Nave Mahana
Nave Nave Mahana (en français : Jour délicieux) est une toile du peintre français Paul Gauguin réalisée en 1896 à Tahiti. Elle est exposée au musée des Beaux-Arts de Lyon.

## Provenance et histoire
En 1891, Gauguin s'embarque une première fois pour la Polynésie en espérant pouvoir y fuir la civilisation occidentale et tout ce qui est artificiel et conventionnel. Il y reste jusqu'en 1893. C'est lors de son second séjour (à partir de 1895) qu'il peint Nave Nave Mahana.
Le tableau entre dans les collections du musée municipal de Lyon en 1913. Il s'agit du premier tableau de Gauguin acheté par un musée français.
Le tableau a été exposé au Grand Palais de Paris dans le cadre de l'exposition Gauguin l'alchimiste qui s'est tenue du 11 octobre 2017 au 22 janvier 2018.

## Style et analyse
Nave Nave Mahana montre sept jeunes filles et un enfant près d'un cours d'eau. Le groupe semble s'adonner à la cueillette de fruits. Leurs pieds sont solidement ancrés sur un sol rouge. À travers les arbres, le ciel est jaune.
À propos de ce tableau, Gauguin écrit dans son journal : « La figure principale sera une femme se transformant en statue, conservant la vie pourtant, mais devenant idole. Elle se détachera sur un bouquet d'arbre comme il n'en pousse pas sur la Terre mais au paradis. De toute part, les fleurs qui embaument surgissent. Les enfants s'ébattent dans le jardin, les jeunes filles cueillent des fruits. L'atmosphère du tableau doit être grave comme une évocation religieuse »,.
Les deux femmes au centre portent des tuniques longues, l'une blanche et l'autre couleur lavande. Juste derrière se tient une jeune femme vêtue d’un paréo rouge et blanc aux motifs fleuris, noué au-dessus de la poitrine. Elle porte sur la tête une guirlande de petites fleurs blanches semblables à celles qui poussent sur l’arbre au premier plan. Bien qu'en retrait, elle regarde vers le spectateur à la différence des autres figures. De chaque côté de ce trio se tiennent deux femmes aux seins nus vêtues de paréos rouges noués à la taille. La figure de droite tient un petit bol en bois, tel une offrande. À chaque extrémité, deux figures assises semblent absorbées par leurs propres activités. Dans l’angle inférieur gauche, un petit enfant au vêtement vert mange un fruit. Minuscule et isolé, l'enfant est cependant placé bien en évidence et apporte une note discordante au tableau. L'année suivant la réalisation et l'envoi du tableau à son ami Monfreid, Gauguin reproduit en peinture cet enfant dans D'où venons-nous ? Que sommes-nous ? Où allons-nous ? (1897-1898), toile qu'il considère comme un chef-d'œuvre et l'apogée grandiose de sa pensée.
Malgré les composantes paradisiaques du paysage et la gamme de couleurs chaudes, l'atmosphère qui se dégage de cette peinture est loin d'être insouciante, entre idéal poétique et pesanteur mélancolique, entre délice et tristesse. Figées, lointaines, silencieuses, les yeux baissés, le visage grave, les figures composent une représentation révélatrice de l'isolement de l'artiste, souffrant à l'époque de solitude, de maladie et de dépression.